# Elisabeth Murdoch

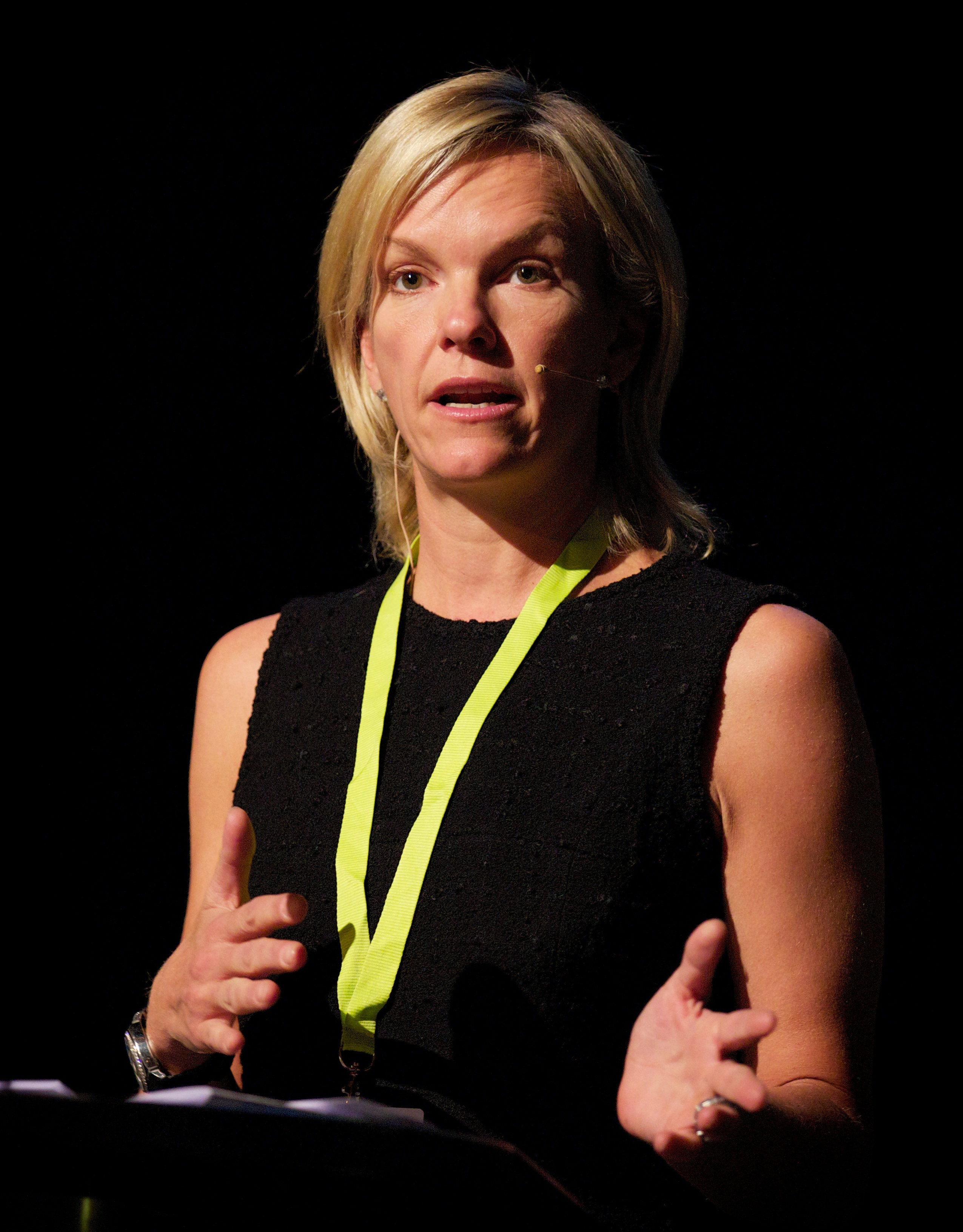
Elisabeth Murdoch (2010)

Elisabeth Murdoch (geboren am 22. August 1968) ist eine in Australien geborene britische und amerikanische Medienmanagerin mit Sitz im Vereinigten Königreich. Murdoch ist die zweite Tochter des in Australien geborenen amerikanischen Multimilliardärs und Medieninhabers Rupert Murdoch. Sie war eine nicht geschäftsführende Vorsitzende der Shine Group, der im Vereinigten Königreich ansässigen Produktionsfirma für Fernsehprogramme, die sie 2001 gründete, bis die Muttergesellschaft des Unternehmens – die 21st Century Fox ihres Vaters – am 1. Januar 2015 ihre Shine-Sparte mit den auf Reality-TV spezialisierten Produktionsfirmen Endemol und Core Media von ApolloGlobal Management zusammenlegte.

## Frühes Leben
Elisabeth Murdoch wurde am 22. August 1968 in Sydney geboren. Ihr Vater ist Rupert Murdoch, ihre Mutter Anna Murdoch Mann (geboren 1944). Sie wurde nach ihrer Großmutter, Dame Elisabeth Murdoch, benannt. Sie besuchte die Brearley School in New York City und erwarb einen Bachelor-Abschluss am Vassar College in Poughkeepsie, New York.

## Karriere
Murdoch begann ihre Karriere als Managerin für Programmakquisitionen bei FX Networks, einem Kabelfernsehunternehmen mit Sitz in Los Angeles, das ihrem Vater gehört. Unter dem Namen EP Communications kauften Murdoch und ihr damaliger Ehemann Elkin Kwesi Pianim am 22. September 1994 die beiden NBC-Fernsehsender KSBW und KSBY in Kalifornien mit einem von ihrem Vater gesicherten Darlehen in Höhe von 35 Millionen US-Dollar.
Murdoch zog mit Pianim in das Vereinigte Königreich, wo Rupert Murdoch BSkyB leitete. In den ersten Jahren von BSkyB floss viel Geld aus Murdochs News Corporation-Fonds ab. Um das Unternehmen finanziell wieder auf Vordermann zu bringen, wurde der neuseeländische Fernsehmanager Sam Chisholm an Bord geholt, um das Tagesgeschäft zu leiten und den Abonnentenstamm aufzubauen. Als Chisholm das Unternehmen verließ, war BSkyB das profitabelste Unternehmen im Vereinigten Königreich. Als Geschäftsführerin beaufsichtigte Elisabeth Murdoch das 12 Millionen Pfund teure Sponsoring des in Schwierigkeiten geratenen Millennium Dome durch BSkyB, sehr zur Erleichterung von Peter Mandelson, dem Beauftragten des Kabinetts. Sie sah sich jedoch auch der Kritik ausgesetzt, nachdem sie das gescheiterte 623,4-Millionen-Pfund-Angebot ihres Vaters für Englands Meistermannschaft Manchester United vermittelt hatte.
Nach einem öffentlichen Streit mit Chisholm wagte sie den Schritt in die Selbstständigkeit als Fernseh- und Filmproduzentin in London. Sie setzte sich dafür ein, dass Sky eine Film- und Produktionsabteilung nach dem Vorbild von BBC Films und Film4 Productions gründete. Aufgrund mangelnden Erfolgs wurde diese Einheit jedoch wieder geschlossen. Im März 2001 gründete sie die Shine Limited, die zu 80 Prozent ihr gehört, zu 15 Prozent Lord Alli und zu fünf Prozent BSkyB. BSkyB unterzeichnete eine Vereinbarung, in der es sich verpflichtete, eine vereinbarte Menge von Shine-Programmen für zwei Jahre zu kaufen.
Im Jahr 2011 wurde Shine von der News Corporation in einem umstrittenen Deal übernommen, der Fragen über Vetternwirtschaft aufwarf.
Im Februar 2013 wurde Murdoch von Woman's Hour auf BBC Radio 4 als die fünftmächtigste Frau im Vereinigten Königreich eingestuft.
Murdoch war in vielen Aufsichtsräten von Organisationen tätig, darunter Afiniti.  Heute ist sie Executive Chairman der globalen TV- und Filmproduktions- und Entwicklungsfirma Sister, die ihren Hauptsitz in London und Büros in Los Angeles hat. Sie gründete ihre Produktionsfirma Sister im Jahr 2019. Ihre Produktionsfirma Sister hatte einen Vertrag mit Chris Goldberg und seiner Firma Winterlight Pictures. Zuletzt hatte sie einen Vertrag mit dem Schauspieler Jeremy Strong.

## Persönliches Leben
Murdoch war in erster Ehe mit einem anderen Vassar-Absolventen verheiratet, Elkin Kwesi Pianim, einem Mitarbeiter der New Yorker Finanzabteilung der Investmentbank Rothschild. Er ist der Sohn des Wirtschaftswissenschaftlers und Finanziers Andrews Kwame Pianim (gebürtig aus Ghana) und Cornelia Pianim (gebürtig aus den Niederlanden). Die Hochzeit fand am 10. September 1993 in der römisch-katholischen Kirche St. Timothy in der Nähe des Wohnsitzes der Eltern der Braut in Beverly Hills statt. Sie haben zwei Kinder, Cornelia Pianim (geboren 1994 in New York) und Anna Pianim (geboren 1997 in London). Die Ehe wurde 1998 geschieden.
In zweiter Ehe heiratete Murdoch den PR-Manager Matthew Freud, den Sohn des ehemaligen Abgeordneten Sir Clement Freud und Urenkel von Sigmund Freud. Das Paar heiratete am 18. August 2001 in einer Zeremonie im Blenheim Palace. Das Paar bekam zwei Kinder, geboren 2000 und 2007. Ab 2008 wohnte die Familie in Burford Priory in Oxfordshire, wo sie wichtige Mitglieder der Chipping Norton Gruppe waren.  Außerdem besaßen sie ein Haus in Notting Hill, London. Das Paar ließ sich 2014 scheiden.
Im Jahr 2017 heiratete Murdoch den Künstler Keith Tyson.
Murdoch besitzt die doppelte Staatsbürgerschaft der Vereinigten Staaten und des Vereinigten Königreichs. Derzeit wohnt sie im Londoner Stadtteil St John's Wood.